# Sarah Child-Villiers
Lady Sarah Frederica Caroline Child-Villiers (12 août 1822 à Berkeley Square - 17 novembre 1853 à Torquay) est une aristocrate britannique, membre de la famille Villiers et de la maison Esterházy par son mariage avec le prince Nicolas III Esterházy de Galántha .

## Biographie

### Jeunesse
Lady Sarah Frederica Caroline Child-Villiers, née le 12 août 1822 à Londres, est baptisée le 27 mai 1823 dans la paroisse de St George Hanover Square. Elle est née dans l'une des familles les plus riches et les plus puissantes d'Angleterre. Sa mère est Lady Sarah Fane et son père est George Child-Villiers, comte de Jersey et fils de Frances Villiers, l'une des maîtresses les plus notoires de George IV .
Sa mère est l'une des célèbres patronnes de l'Almack's, le club le plus exclusif de Londres, et une figure de proue de la haute société à l'époque de la Régence. Elle est également la petite-fille et l'héritière de Robert Child, le principal actionnaire de la société bancaire Child & Co.
En 1840, à l'âge de dix-huit ans, Lady Sarah est l'une des douze demoiselles d'honneur de la reine Victoria lors de son mariage avec le prince Albert de Saxe-Cobourg-Gotha. Les demoiselles d'honneur portent des robes conçues par la reine et chacune reçoit une broche conçue par le prince Albert, en forme d'aigle en turquoise .

### Mariage
Le 8 février 1942, Lady Sarah épouse le prince Nicolas Paul Esterhazy de Galantha, fils du prince Paul Anton Esterhazy de Galantha, ambassadeur d'Autriche en Angleterre, et de la princesse Marie-Thérèse de Tour et Taxis. Lady Jersey et la princesse Esterházy sont toutes deux les patronnes d'Almack et de grandes amies.
C'est un mariage d'amour selon les mémoires de la duchesse de Dino . Le prince Nicolas a passé une grande partie de sa vie en Angleterre, étant le fils de l'ambassadeur d'Autriche. Lui et Lady Sarah ont donc pu faire connaissance lorsqu'ils étaient enfants, surtout compte tenu des liens entre leurs mères. Les fiançailles sont pourtant inhabituellement longues. Le couple veut se marier dès 1836, étant tombés amoureux à l'adolescence, mais le prince Paul n'est apparemment pas satisfait de l'alliance en partie à cause de la différence de statut : les Jersey ne sont pas une maison princière et Lady Jersey a des racines roturières. Il tente donc d'empêcher l'union malgré les sentiments du jeune couple. La princesse Marie-Thérèse n'est pas non plus enthousiasmée selon la duchesse de Dino par la perspective de compter Lady Jersey dans sa belle-famille , et la duchesse suggère que les Esterhazy évitent de recevoir Lady Jersey à Vienne.
Au contraire, Lady Jersey encourage le mariage sans relâche en raison du statut de la famille du marié, mais aussi car elle veut que sa fille épouse l’homme qu’elle aime. Le prince Paul tente de rompre les fiançailles jusqu'en juin 1841 , mais il finit par céder. Le trousseau de Lady Sarah est préparé et exposé en décembre 1841 . Le mariage est un événement social important.
L'accord de mariage est finalement signé le lundi 7 février 1842 et Lady Sarah et le prince Nicolas se marient le mardi 8 février 1842. Leur mariage comporte deux cérémonies. À 10 heures du matin, le couple se marie dans la bibliothèque de l'ambassade d'Autriche lors d'un service catholique célébré par Patrick Raymond Griffith, vicaire apostolique de Londres. Ce service est suivi d'un petit-déjeuner. Peu après 11h00, les invités du mariage arrivent à St George Hanover Square, où un service de l'Église d'Angleterre est célébré par Richard Bagot, évêque d'Oxford et oncle par alliance de la mariée .
Lors de ce service, Lady Sarah a six demoiselles d'honneur, dont ses deux jeunes sœurs Lady Clementina et Lady Adela. Elle est menée à l'autel par son père, visiblement ému. Ce service est suivi d'un somptueux déjeuner au domicile des Child-Villiers à Berkley Square. Après le déjeuner, les mariés passent quelques jours à Osterley Park, propriété de la comtesse de Jersey, puis retournent à l'ambassade d'Autriche avant de rejoindre le prince et la princesse Esterhazy à Vienne en avril 1842 .
Le prince et la princesse ont six enfants, dont cinq survivent jusqu'à l'âge adulte :
- Pal Antal Miklos Esterhazy von Galantha (11 mars 1843 - 2 août 1898), il devint le 10e prince d'Esterházy von Galantha après la mort de son père en 1894 ;
- Alajos György Esterhazy von Galantha (9 mars 1844 - 25 octobre 1912) ;
- Adolf Esterhazy von Galantha (5 octobre 1846 - 1er février 1847) ;
- Sara Zsofia Esterhazy von Galantha (16 mars 1848 - 22 février 1885) ;
- Maria Terezia Esterhazy von Galantha (29 novembre 1849 - 7 mai 1856) ;
- Antal Miklos Esterhazy von Galantha (14 janvier 1851 - 10 février 1935).

Le couple a une vie sociale active en Angleterre et en Autriche. Les articles de journaux documentent leurs allers-retours pour une variété d'événements sociaux et familiaux, dont une présentation à la reine Victoria le 26 février 1846 et un séjour à la ville thermale de Bad Ischl en août 1847, avec la mère de Lady Sarah et sa sœur Lady Clementina ,

### Décès
Lady Sarah développe une tuberculose pulmonaire. Après plusieurs mois de maladie et de cures thermales infructueuses à Ems et Bad Ischl, elle se rend finalement, sur proposition de son médecin, en Angleterre pour voir si l'air de son pays natal peut l'aider. Ce n'est pas le cas et elle meurt à Torquay le 17 novembre 1853. Elle est inhumée à Eisenstadt dans le caveau des Esterhazy. En 1871, le prince Nicolas érige un obélisque dans les jardins de son palais en sa mémoire. Il y a également un mémorial en son honneur dans le caveau de la famille Jersey, dans le domaine de Middleton Stoney. Le prince Nicolas ne s'est jamais remarié .